# Vrkašić
Vrkašić je nekdanje naselje v mestu Bihać, Bosna in Hercegovina, od leta 1991. del naselja Bihać.  

## Prebivalstvo
| Pregled števila prebivalcev po letih | Pregled števila prebivalcev po letih | Pregled števila prebivalcev po letih | Pregled števila prebivalcev po letih | Pregled števila prebivalcev po letih |
| ------------------------------------ | ------------------------------------ | ------------------------------------ | ------------------------------------ | ------------------------------------ |
| 1948                                 | 1953                                 | 1961                                 | 1971                                 | 1981                                 |
| -                                    | -                                    | -                                    | 242                                  | 293                                  |

| Narodna sestava prebivalstva po letih                                                                                        | Narodna sestava prebivalstva po letih                                                                                          | Narodna sestava prebivalstva po letih |
| --- | --- | ------------------------------------- |
| 1971 | 1981 |                                       |
| . skupaj: 242 Hrvati 188 (77,68 %) Muslimani 52 (21,48 %) Srbi 0 (0,00 %) Jugoslovani 1 (0,41 %) drugi in neznano 1 (0,41 %) | . skupaj: 293 Hrvati 141 (48,12 %) Muslimani 139 (47,44 %) Srbi 0 (0,00 %) Jugoslovani 12 (4,09 %) drugi in neznano 1 (0,34 %) |                                       |